# Re di Macedonia
I sovrani macedoni si distinguono in tre dinastie principali. Gli Argeadi furono i sovrani dalla fondazione del regno al 310 a. C.; ad essi seguirono gli Antipatridi e gli Antigonidi. Vi furono anche una serie di usurpatori e un breve intermezzo in cui acquisirono il potere membri della dinastia tolemaica.

## Dinastia argeade (VII secolo - 310 a.C.)

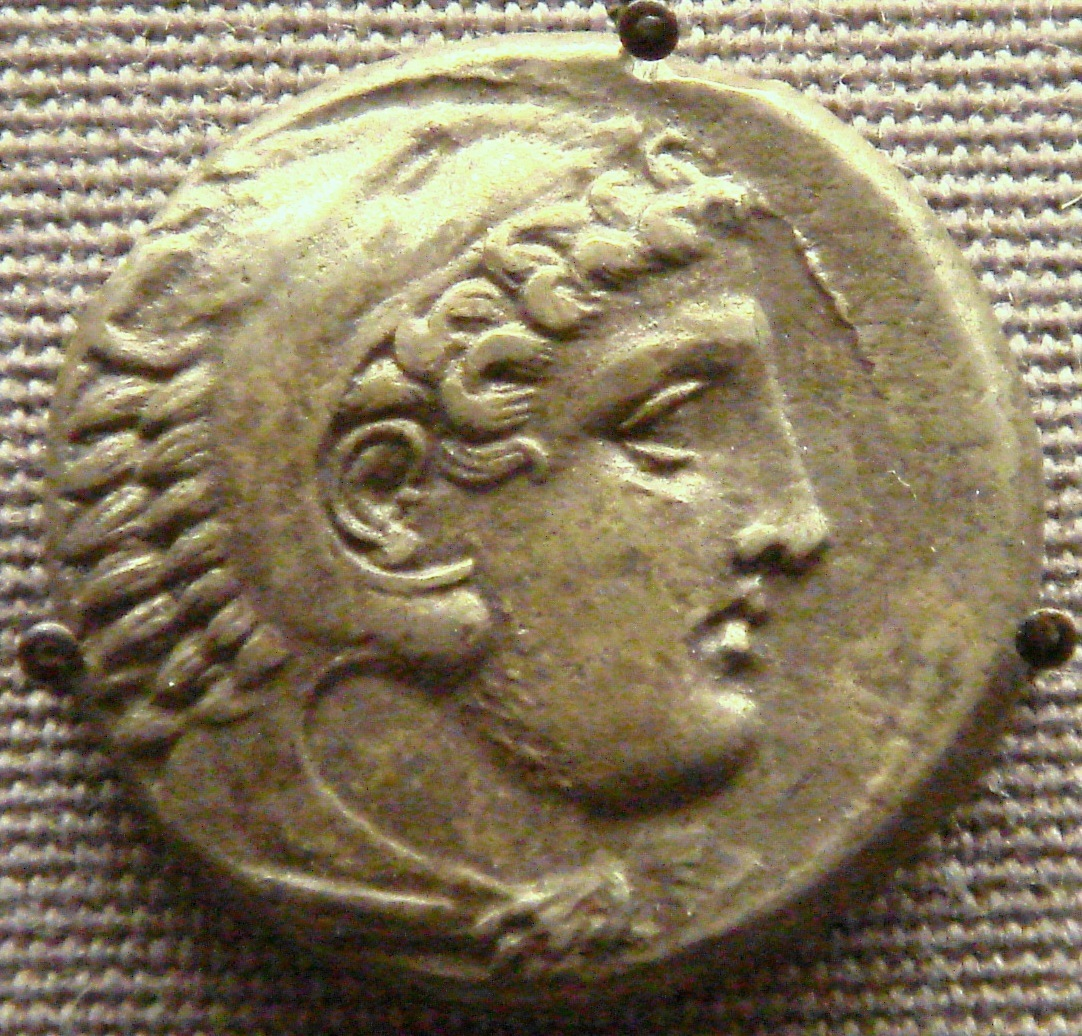
Perdicca III

### Mitologici
- Carano – figlio di Temeno, re di Argo e quindi un Eraclide (discendente del semidio Eracle o Ercole, figlio di Zeus), seguendo l'oracolo di Delfi si spostò fino all'antica città di Verghina, fondando il regno.
- Coeno – regnò 28 anni secondo Eusebio.
- Tirimma – regnò 43 anni, probabilmente nell'VIII secolo.

### Antico regno macedone
- Perdicca I (700-678 a.C.) – vissuto nella prima metà del VII secolo a.C., estese la sua influenza fino al monte Olimpo e diede stabile assetto allo stato, con capitale Aigai o Ege (greco Αἰγαί, latino Aegae), presso l'odierna Verghina.
- Argeo I (678-640 a.C.) – eponimo della dinastia argeade.
- Filippo I (640-602 a.C.) – morì in battaglia contro gli Illiri.
- Aeropo I (602-576 a.C.) –  sconfisse Illiri e Traci.
- Alceta I (576-547 a.C.) – regnò 29 anni.
- Aminta I  (547-498 a.C.) – sotto il quale la Macedonia divenne stato vassallo dell'Impero achemenide dal 512 al 499 a.C. per opera di Megabizo, all'epoca della campagna scitica voluta da Dario I.
- Alessandro I (498-454 a.C.) – Durante la prima guerra persiana la Macedonia divenne nuovamente Stato vassallo achemenide per opera di Mardonio (492 a.C.), e rimase tale anche durante la seconda guerra persiana guidata da Serse I, anche se Alessandro appoggiò i greci e perciò fu anche detto Filelleno. Riacquistata la sovranità dopo la sconfitta persiana (479 a.C.), fu ammesso ai Giochi olimpici, ma venne in contrasto con Atene per il possesso della regione del Pangeo.
- Alceta II (454-448 a.C.) – menzionato da Platone ma non da Eusebio.
- Perdicca II (448-413 a.C.) – continuò le ostilità contro gli Ateniesi, che avevano fondato in Tracia la colonia di Anfipoli tagliando le comunicazioni tra il suo regno e il Mar di Marmara. Fu alleato di Sparta durante la guerra del Peloponneso.
- Archelao I (413-400/399 a.C.) uccisi i parenti pretendenti al trono (nati a causa della poligamia) consolidò l'esercito e le comunicazioni e spostò la capitale da Ege a Pella, che presto divenne un centro di cultura greca, si avvicinò ad Atene ed accolse Euripide nel suo regno, fu anche un vincitore olimpico.
- Dopo la morte di Archelao, durante i primi anni del IV secolo a.C. la successione al trono fu turbata da usurpazioni e rapidi mutamenti. 
  - Cratero (400 o 399 a.C.).
  - Oreste (400 o 399–398 o 397 a.C.).
  - Aeropo II (398 o 397-394 o 393 a.C.), in opposizione ad Archelao II (396-394 o 393 a.C.).
  - Aminta II (394 o 393 a.C.).
  - Pausania (394 o 393-393 o 392).
- Aminta III (393 o 392-388 o 387 a.C. e di nuovo 387 o 386-370 a.C.) – fu alleato di Sparta e riportò il regno alla sua stabilità, fu in opposizione di Argeo II (393 o 392-359 a.C.).
- Alessandro II (370-368 a.C.) – figlio maggiore di Aminta III, fu attaccato dai tebani e poi assassinato dal cognato Tolomeo.
- Tolomeo di Aloro (368-365 a.C.) – cognato di Alessandro II, fu reggente per tre anni detenendo di fatto il potere.
- Perdicca III (368-360 a.C.) – secondo figlio di Aminta III, per i primi tre anni sotto la reggenza di Tolomeo, che aveva stretto alleanza con Tebe. Il re si liberò poi del reggente cercando inizialmente la protezione di Atene.
- Aminta IV (356 a.C.) – il figlio di Perdicca III, poi spodestato dallo zio Filippo II.
- Filippo II (360-336 a.C.) – terzo figlio di Aminta III, alla morte del fratello Perdicca III nel 360 a.C., assunse il potere come tutore di suo nipote Aminta IV. Solo a partire dal 356 o 354 a.C. viene riconosciuto re. Riorganizzò lo stato e l'esercito; intervenendo nelle lotte tra le città greche, riuscì ad imporre loro l'egemonia macedone unendole nella lega di Corinto. Fu assassinato nel 336 a.C.; alla sua morte stava preparando una spedizione contro l'Impero achemenide.

### Impero macedone
- Alessandro III (336-323 a.C.) – universalmente noto come Alessandro Magno, condusse macedoni e greci alla completa conquista dell'Impero achemenide e oltre, spingendosi fino all'India. Morì a 33 anni a Babilonia.
- Filippo III (323-317 a.C.) – fratellastro di Alessandro, salì al trono con il nipote Alessandro IV e la moglie Euridice II, fu fatto uccidere da Olimpiade d'Epiro, madre di Alessandro.
- Alessandro IV (323-309 a.C.) – figlio di Alessandro, regnò sotto tutela per 14 anni, venne ucciso da Cassandro.
- Mentre il potere era detenuto dai due sovrani, di fatti il vero potere andava ai Diadochi, generali di Alessandro Magno, che alla fine smisero di riconoscerli e frammentarono l'impero in Egitto Tolemaico di Tolomeo, Impero Seleucide di Seleuco e regno ellenistico di Macedonia di Cassandro (più i regni di Antigono e Lisimaco, che non sopravvissero).

#### Reggenti dell'impero
- Perdicca (323-321 a.C.)
- Antipatro (321-319 a.C.)
- Poliperconte (319-317 a.C.)
- Olimpiade (317-316 a.C.)
- Cassandro (316-309 a.C.)

## Dinastia antipatride (302-294 a.C.)
- Cassandro (302-297 a.C.) – figlio di Antipatro, si scontrò con alcuni rivali per il controllo di Grecia e Macedonia e inizialmente il controllo dell'impero.
- Filippo IV (297 a.C.) – governò per pochi mesi
- Alessandro V (297-294 a.C.) e Antipatro II (296-294 a.C.) – inizialmente in congiunzione e poi in opposizione tra loro.

## Dinastia antigonide (294-288 a.C.)
- Demetrio I (294-288 a.C.) – figlio di Antigono, acceso rivale di Cassandro, riuscì poi a rivendicare il trono.

### Non dinastici (288-281 a.C.)

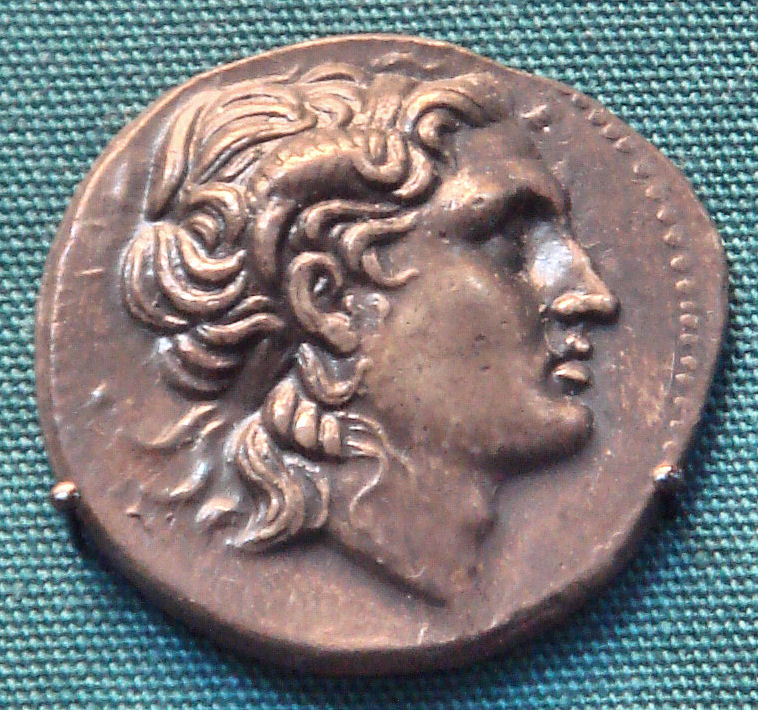
Lisimaco

- Lisimaco (288-281 a.C.) – in congiunzione con Pirro (re dell'Epiro) e poi da solo, anche re in Tracia ed Anatolia.
- Pirro (288-285 a.C.) – in congiunzione con Lisimaco, che lo tradì.

## Dinastia tolemaica (281-279 a.C.)
- Tolomeo Cerauno (281-279 a.C.) – erede d'Egitto, usurpò Macedonia e i territori di Lisimaco, venendo poi ucciso dai celti.
- Meleagro (279 a.C.) – fratello di Tolomeo Cerauno.

## Dinastia antipatride (279-277 a.C.)
- Antipatro Etesia, (279 a.C.) – nipote di Cassandro.
- Sostene (279-277 a.C.) – cugino di Etesia e dunque nipote di Cassandro anche lui.

## Dinastia antigonide (276-167 a.C.)

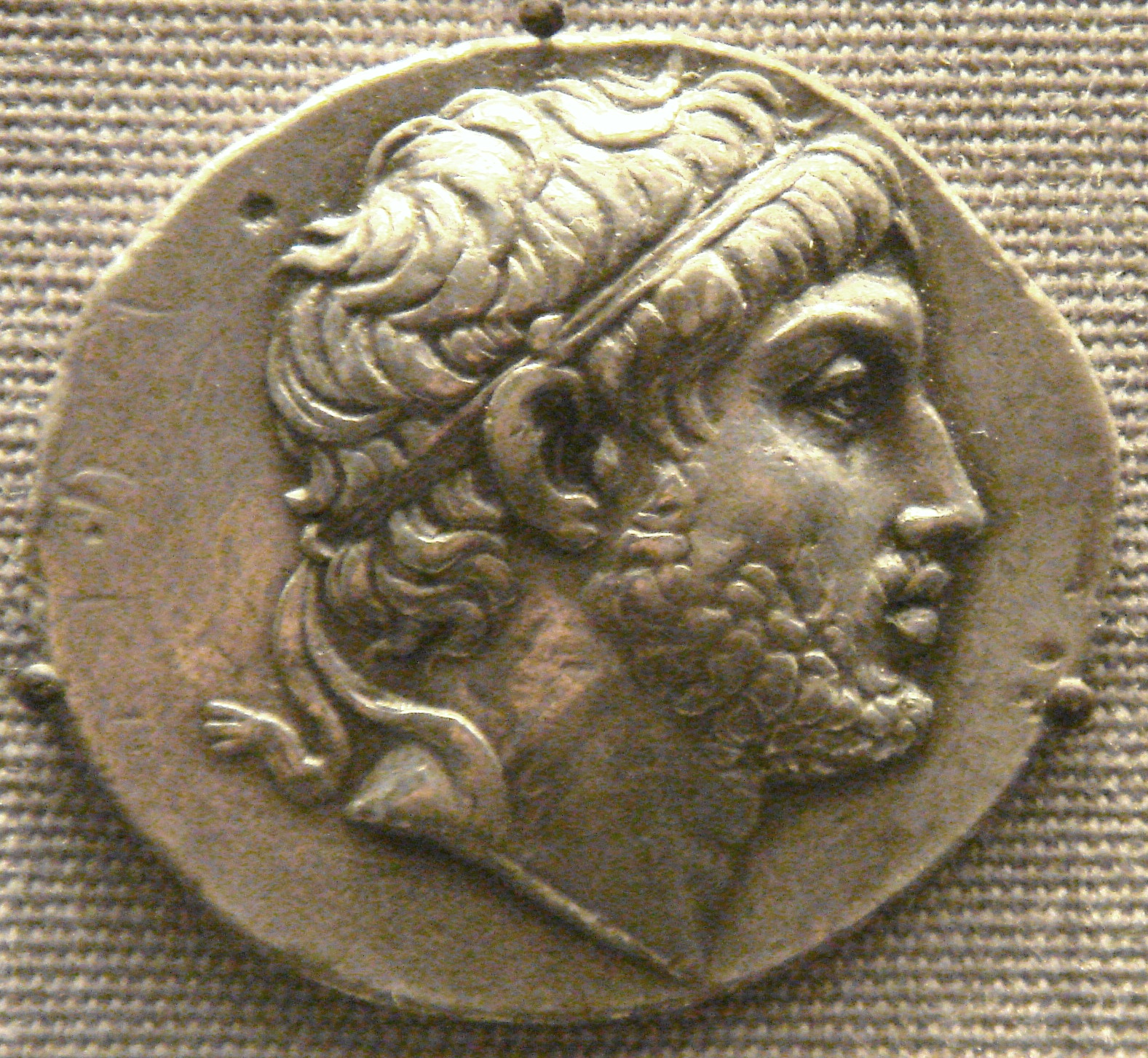
Filippo V di Macedonia

- Antigono II (276 a.C.-239 a.C.) – in opposizione a Pirro nel biennio 274-273 a.C.
- Demetrio II (239 a.C.-229 a.C.) – affrontò le leghe indipendenti della Grecia.
- Antigono III (229 a.C.-221 a.C.) – tecnicamente reggente di Filippo V, sconfisse Sparta decisivamente.

- Filippo V (221 a.C.-179 a.C.) – si scontrò con la repubblica romana da cui venne sconfitto.
- Perseo (179 a.C.-167 a.C.) – fu l'ultimo re di Macedonia.

### Non dinastici (149-148 a.C.)
- Andrisco (149-148 a.C.) – un avventuriero che si finse figlio di Perseo e riuscì a ribellarsi al giogo romano proclamandosi re di Macedonia.
- Pseudo-Filippo VI (148 a.C.) – istigò una rivolta anti-romana.
- Pseudo-Filippo VI (142 a.C.) – istigò la rivolta di Filippo.

### Antiche
- Eusebio, Chronicon.
- Platone, Gorgia.

### Moderne
1. ↑  (EN) Heracles to Alexander The Great: Treasures From The Royal Capital of Macedon, A Hellenic Kingdom in the Age of Democracy, su www.ashmolean.org. URL consultato il 1º maggio 2025.
2. ↑  (EN) Colette Hemingway, Séan Hemingway, The Rise of Macedon and the Conquests of Alexander the Great - The Metropolitan Museum of Art, su www.metmuseum.org, 1º ottobre 2004. URL consultato il 1º maggio 2025.